# Seznam ostrovů Alžírska
Ostrovy Alžírska se nacházejí ve Středozemním moři a žádný z nich není trvale osídlen.

## Podle velikosti

### Ostrovy větší než 0,1 ha
|   | ostrov           | rozloha (ha) | pobřeží (km) | max.nadm. výška (m) | nejvyšší vrchol | stavba sídlo | vilájet        | obec         | lokalizace                      |
| - | ---------------- | ------------ | ------------ | ------------------- | --------------- | ------------ | -------------- | ------------ | ------------------------------- |
| 1 | Západní Habibas  | 36,60        | 5,49         | 103                 | —               | Touria       | Oran           | Aïn El Kerma | 35°43′17″ s. š., 1°7′59″ z. d.  |
| 2 | Rachgoun         | 26,10        | 2,91         | 64                  | —               | —            | Aïn Témouchent | Béni Saf     | 35°19′18″ s. š., 1°28′49″ z. d. |
| 3 | Východní Habibas | 7,36         | 2,12         | 15                  | —               | —            | Oran           | Aïn El Kerma | 35°43′50″ s. š., 1°7′19″ z. d.  |
| 4 | Velký Cavallo    | 5,83         | 1,40         | 25                  | —               | —            | Jijel          | El Aouana    | 36°47′6″ s. š., 5°36′29″ v. d.  |
| 5 | Malý Cavallo     | 4,09         | 1,31         | —                   | —               | —            | Jijel          | El Aouana    | 36°48′5″ s. š., 5°39′3″ v. d.   |
| 6 | Sainte-Piastre   | 3,30         | 0,88         | 15                  | Kef Ammor       | —            | Annaba         | Chetaibi     | 37°5′6″ s. š., 7°19′53″ v. d.   |
| 7 | Srigina          | 3,13         | 1,59         | 16                  | —               | —            | Skikda         | Aïn Zouit    | 36°56′16″ s. š., 6°53′11″ v. d. |
| 8 | Pisans           | 2,35         | 1,06         | 1                   | —               | —            | Bidžája        | Bidžája      | 36°49′32″ s. š., 4°59′52″ v. d. |
| 9 | Agueli           | 1,36         | 1,20         | 25                  | —               | —            | Alžír          | Reghaïa      | 36°47′39″ s. š., 3°21′8″ v. d.  |